# Liste de jeux Amiga de P à Z
Ceci est une liste de jeux pour le Commodore Amiga, organisé alphabétiquement.
À cause de la longueur de la liste, celle-ci a été séparée en trois articles :
- Liste de jeux Amiga de A à H
- Liste de jeux Amiga de I à O
- Liste de jeux Amiga de P à Z

Ces trois pages sont toutes accessibles par le sommaire compact qui suit.
| Sommaire : | 0-9 - A B C D E F G H I J K L M N O P Q R S T U V W X Y Z |

## P
- P-47: The Freedom Fighter
- Pacific Islands
- Pac-Land
- Pacomix 2
- Pac-Mania
- Pac-Man
- Paladin
- Paladin 2
- Pandora
- Pang
- Panza Kick Boxing
- Panzer Battles
- Paperboy
- Paperboy 2
- Paradox Effect, The
- Paradox Effect II, The
- Paradroid 90
- Paragliding Simulation
- Paramax
- The Paranoia Complex
- Parasol Stars
- Paris Dakar
- Paris Dakar 90
- Passagers du Vent, Les
- Passagers du Vent II, Les
- Passing Shot
- Patrician, The
- The Pawn
- Payback
- Pegasus
- Penguins
- Penthouse Hot Numbers
- Penthouse Hot Numbers Deluxe
- Perfect General, The
- Permis de tuer
- Perihelion
- Persian Gulf Inferno, The
- Personal Nightmare
- Peter Pan
- Petit Chaperon rouge, Le
- PGA Tour Golf
- PGA European Tour
- Phalanx
- Phalanx II: The Return
- Phantasie
- Phantasie II
- Phantasie III: The Wrath of Nikademus
- Phantasm
- Phantom Fighter
- Phobia
- Phoenix Fighters
- Photon Storm
- Phuk the World
- Pick 'n' Pile
- Pictionary
- Pierre le Chef is... Out To Lunch
- Pinball Brain Damage
- Pinball Dreams
- Pinball Fantasies
- Pinball Illusions
- Pinball Magic
- Pinball Mania
- Pinball Prelude
- Pinball Wizard
- Pink Panther
- Pinkie
- Pinocchio
- Pioneer Plague, The
- Pipe Mania
- Piracy on the High Seas
- Pirates!
- Pirates! Gold
- Pit Fighter
- Pizza Connection
- Plague, The
- Plan 9 from Outer Space
- Planet of Lust
- Planetfall
- Platoon
- Player Manager
- Player Manager 2
- Playhouse Strip Poker
- Playroom, The: la chambre de Peppy
- Plexu: The Time Travellers
- Plotting
- Plundered Hearts
- Plutos
- Pocket Rockets
- Poker Solitaire
- Police Quest: In Pursuit of the Death Angel
- Police Quest II: The Vengeance
- Police Quest III: The Kindred
- Pool
- Pool of Radiance
- Pools of Darkness
- Pop-Up
- Popeye 2
- Popeye 3: WrestleCrazy
- Populous
- Populous: The Promised Lands
- Populous II: Trials of the Olympian Gods
- Portal
- Portes du Temps, Les
- Ports of Call
- Postman Pat
- Postman Pat 3: To the Rescue !
- Pot Panic
- P.O.W.
- Powder
- Power Drift
- Power Drive
- Power Pinball
- Power, The
- Powerboat USA
- Powerdrome
- Powermonger
- Powerplay: The Game of The Gods
- Powerstones
- Powerstyx
- Power Struggle
- P.P. Hammer and his Pneumatic Weapon
- Predator
- Predator 2
- Prehistoric Tale, A
- Prehistorik
- Premier Division
- Premier Manager
- Premier Manager II
- Premier Manager 3
- Premiere
- President is Missing, The
- Prey: Alien Encounter
- Primal Rage
- Prime Mover
- Prime Time
- Prince
- Price of Magik, The
- Prince of Persia
- Prison
- Pro Boxing Simulator
- Pro Football Simulation 2.0
- Pro Powerboat Simulator
- Pro Tennis Simulator
- Pro Tour '97
- Produzent, Der: Die Welt des Films
- Profezia
- ProFlight
- Pro Soccer 2190
- Proflight
- Project Ikarus
- Project-X
- Project-X Special Edition
- Projectyle
- Projekt Prometheus
- Prophecy I: The Viking Child
- The Prophet
- ProSoccer 2190
- Prospector in the Mazes of Xor
- Protector
- Protector
- Psyborg
- Psycho
- Psycho Killer
- Pub Trivia
- Puffy's Saga
- Puggsy
- Punisher, The
- Purple Saturn Day
- Pursuit to Earth, The
- Push-Over
- Putty
- Putty Squad
- Puzznic
- Pyramax

## Q
- Qatbol
- QBall
- Qix
- Quadralien
- Quadrel
- Quake (Open Source)
- Quake II (AmigaOS 3.0)
- Quantox
- Quartz
- Quasar
- Quasar Wars
- Quattro
- Quest for Glory: So You Want to Be a Hero
- Quest for Glory II: Trial by Fire
- Question of Sport, A
- Quest of Agravain, The
- Questron II
- Quête de l'oiseau du temps, La
- Quicky
- Quik the Thunder Rabbit
- Quiksilver Pinball
- Quintette
- Qwak

## R
- R.B.I. 2 Baseball
- R/C Aerochopper: Radio Controlled Aircraft Simulator
- R-Type
- R-Type II
- Race Drivin'
- Rackney's Island
- Radio Controlled Racer
- Raffles
- Raiden
- Raider
- Rainbow Islands
- Rainbow Warriors
- Rally Championship
- Rally Cross Challenge
- Rallye Master
- Rambo III
- Rampage
- Rampart
- Ramses
- Ranx
- RasterBike
- Reach for the Skies
- Reach for the Stars
- Real Genius
- The Real Ghostbusters
- Realm of the Trolls
- Realm of the Warlock
- Realms
- Realms of Arkania: Blade of Destiny
- Rebel Charge at Chickamauga
- Rebellion
- Recovery
- Rectangle
- Red Baron
- Red Heat
- Red Lightning
- Red Mars
- Red Moon
- Red Storm Rising
- Red Zone
- Reeder, Der
- Reederei
- Reel Fish'n
- Reflexity: Pinball Challenge
- Regent
- Regnum
- Relics of Deldroneye
- Renegade
- Renegade Legion: Interceptor
- Resolution 101
- Return of Medusa, The
- Return to Atlantis
- Return to Earth
- Return to Eden
- Return to Genesis
- Return to Zantis
- Reunion
- Revelation!
- Revenge of the Mutant Camels
- Revenge II
- Rick Dangerous
- Rick Dangerous 2
- Ri-li (AmigaOS4)
- Rings of Medusa
- Rings of Medusa Gold
- Ringside
- Rise of the Dragon
- Rise of the Robots
- Risky Woods
- Ritter
- RoadBlasters
- Road Rash
- Roadkill
- Roadwar 2000
- Roadwar Europa
- Roadwars
- Robbeary
- Robin Smith's International Cricket
- Robin Hood: Legend Quest
- Robinson's Requiem
- RoboCop
- RoboCop 2
- RoboCop 3
- RoboSport
- Robot Commander
- Robozone
- Rock 'n Roll
- Rock Challenge
- Rocket Ranger
- Rockford
- Rock Star
- Rock Star Ate my Hamster
- Rockstar: Never Trust Rotten Tangerines
- Rod-Land
- Rogue
- Rogue Trooper
- Roi Lion, Le
- Roketz
- Roller Coaster Rumbler
- Rollerboard
- Rolling Ronny: The Errand-Boy
- Rolling Thunder
- Roll-out
- Romance of the Three Kingdoms
- Romance of the Three Kingdoms II
- Romantic Encounters at the Dome
- Rome
- Rome AD92: The Pathway to Power
- Rorke's Drift
- Rotator
- Rotor
- Rotox
- Roue de la Fortune, La
- Rubicon
- Ruff 'n' Tumble
- Ruff and Reddy: In the Space Adventure
- Ruffian
- Rugby Coach
- Rugby League Coach
- Rugby: The World Cup
- Rules of Engagement
- Rules of Engagement 2
- Running Man, The
- Run the Gauntlet
- RVF Honda
- Rycerze Mroku
- Ryder Cup: Johnnie Walker

## S
- S.D.I.
- S.T.A.G.
- S.T.U.N. Runner
- S.U.B.
- Sabre Team
- Saddam Hussein Game, The
- Safari Guns
- Saint Dragon
- Saint and Greavsie
- Sam and Max Hit the Road (via ScummVM)
- Samurai: The Way of the Warrior
- Sanctuary
- Santa's Xmas Caper
- Sarakon
- Sarcophaser
- Sargon III
- SAS Combat Simulator
- Satan
- Savage
- Scapeghost
- Scary Mutant Space Aliens from Mars
- Scooby Doo and Scrappy Doo
- Scorched Tanks
- Scorpio
- Scorpion
- Scramble Spirits
- Screaming Wings
- SDI
- SeaHaven Towers
- Search
- Search for the Titanic
- SeaSide
- Seastalker
- Second Front: Germany Turns East
- Second Samurai
- Second World, The
- Seconds Out
- Secret of Monkey Island, The
- Secret of the Silver Blades
- Seek and Destroy
- Sensible Golf
- Sensible Soccer
- Sensible Soccer: European Champions 92/93
- Sensible Soccer: International Edition
- Sensible World of Soccer
- Sensible World of Soccer 95/96
- Sensible World of Soccer 96/97
- Sentinel, The
- Serious Backgammon
- Settlers, The
- Seven Cities of Gold
- Seven Gates of Jambala, The
- Severed Heads
- Sex Vixens from Space
- Sexy Droids
- Seymour Goes to Hollywood
- Shadow Dancer
- Shadow Fighter
- Shadow of the Beast
- Shadow of the Beast II
- Shadow of the Beast III
- Shadow of the Third Moon, The
- Shadow Sorcerer
- Shadow Warriors
- Shadowgate
- Shadowlands
- Shadoworlds
- Shanghai
- Shanghai II
- Shaq Fu
- Sharkey's Moll
- Shepherd, The
- Sherlock Holmes: Consulting Detective
- Sherlock Holmes: The Riddle of the Crown Jewels
- Sherman-M4
- Shiftrix
- Shinobi
- ShockWave
- Shogo: Mobile Armor Division (AmigaOS 3.0)
- Shooting Star
- Short Grey, The
- Shuffle
- Shufflepuck Cafe
- Shuttle: The Space Flight Simulator
- Side Arms: Hyper Dyne
- Sideshow
- SideWinder
- SideWinder II
- Sid Meier's Railroad Tycoon
- Sierra Adventures Overview
- Sierra Soccer
- Silent Service
- Silent Service II
- SilkWorm
- Silly Putty
- SimAnt
- SimCity
- SimCity 2000
- SimEarth: The Living Planet
- SimLife
- Simon the Sorcerer
- Simon the Sorcerer II: The Lion, the Wizard and the Wardrobe
- Simpsons, The: Bart vs. the Space Mutants
- Simpsons, The: Bart vs. the World
- Simulcra
- SiN
- Sinbad and the Throne of the Falcon
- Sink or Swim
- Sir Fred: The Legend
- Sirius 7
- Sixth Sense Investigations
- Skateball
- Skate of the Art
- Skeet Shoot
- Skeleton Krew
- Skidmarks
- Skidoo
- Skidz
- Skrull
- Skull and Crossbones
- Skweek
- Sky Cabbie
- Sky Fighter
- Sky High Stuntman
- Skyblaster
- SkyChase
- Skyfox
- Skyfox II: The Cygnus Conflict
- Slackskin and Flint
- Slam Raid
- Slam Tilt
- Slayer
- Slaygon
- Sleeping Gods Lie
- Sleepwalker
- Slidercrash
- Sliders
- Sliding Skill
- Slightly Magic
- Slip Stream
- Sly Spy: Secret Agent
- Smash
- Smash TV
- Snake Pit
- Snapperazzi
- Snoopy and Peanuts
- Snowball
- Snow Bros.
- Snow Strike
- Soccer Kid
- Soccer Manager Plus
- Soccer Pinball
- Soccer Star World Cup Edition
- Soccer Superstars
- Soccer Supremo
- Software Manager
- Software Tycoon
- Soldier 2000
- Soldier of Light
- Solitaire Royale
- Solitaire's Journey
- Solius the Sorcerer
- Söldner
- Solius
- Son Shu Si
- Sonic Boom
- Sooty and Sweep
- Sophelie
- Sorcery +
- Space 1889
- Space Ace
- Space Ace II: Borf's Revenge
- Space Assault
- Space Battle
- Space Crusade
- Space Crusade: The Voyage Beyond
- Space Gun
- Space Harrier
- Space Harrier II
- Space Hulk
- Space MAX
- Space Quest: The Sarien Encounter
- Space Quest: The Sarien Encounter Enhanced
- Space Quest II: Vohaul's Revenge
- Space Quest III: The Pirates of Pestulon
- Space Quest IV: Roger Wilco and the Time Rippers
- Space Quest IV: Roger Wilco and the Time Rippers
- Space Racer
- Space Ranger
- Space Rogue
- Space Station
- Spaceport
- SpaceSpuds
- Spaceward Ho!
- Special Forces
- Speed Racer FX
- Speedball
- Speedball 2: Brutal Deluxe
- Speedboat Assassin
- Speedrunner
- Spell Bound
- Spellbound Dizzy
- Spellbreaker
- Spellfire the Sorceror
- Speris Legacy, The
- Spherical
- Spherical Worlds
- Spidertronic
- Spike in Transylvania
- Spindizzy Worlds
- Spinworld
- Spirit of Adventure
- Spirit of Excalibur
- Spitting Image
- Spoils of War
- Sport of Kings
- SportTime Table Hockey
- Spot
- Spuk
- Spy vs. Spy
- Spy vs. Spy 2: The Island Caper
- Spy vs. Spy 3: Arctic Antics
- Spy Who Loved Me, The
- St. Thomas
- Stable Masters
- Stable Masters II
- Stable Masters III
- Stack-Up
- Stadt der Löwen, Die
- Stalingrad
- Star Breaker
- Star Command
- Star Control
- Star Crusader
- Star Fighter: D'Yammen's Reign
- Star Fleet I
- Star Goose
- Star Trash
- Star Trek: 25th Anniversary
- Star Trek: The Game
- Star Wars
- Star Wars: The Empire Strikes Back
- Star Wars: Return of the Jedi
- Star Ways
- Starball
- Starblade
- Starblaze
- Starbyte Super Soccer
- Starcross
- Stardust
- Starfighter: D'Yammen's Reign
- Starflight
- Starflight II: Trade Routes of the Cloud Nebula
- Stargate
- Starglider
- Starglider 2
- Starians
- Starlord
- Starquake
- StarRay
- Starush
- Stationfall
- Statix
- Steel
- Steel Devils
- Steel Empire
- Steg the Slug
- Steigar
- Steigenberger Hotelmanager
- Stellar 7
- Stellar Conflict
- Stellar Crusade
- Stellaryx
- SternSiedler
- Steve Davis World Snooker
- Stock Market: The Game
- Stone Age
- Stoppt den Calippo Fresser
- Storm Across Europe
- Storm Master
- Stormball
- Stormlord
- Stormtrooper
- Strange New World
- Strangers, The
- Stratagem
- Stratego
- Street Fighter
- Street Fighter II: The World Warrior
- Street Gang
- Street Hassle
- Street Hockey
- Street Racer
- Street Rod
- Street Rod 2
- Street Sports Basketball
- Strider
- Strider II
- Strike Force Harrier
- Strike Fleet
- Striker (1990)
- Striker (1992)
- Striker Manager
- Strikes -n- Spares
- Strip Fighter
- Strip Poker II Plus
- Strip Poker 3
- Strip Poker: A Sizzling Game of Chance
- Strip Pot
- Stryx
- Stundenglas, Das
- Stunt Car Racer
- Sturmtruppen: The Videogame
- Sub Battle Simulator
- Sub Trade: Return to Irata
- Subbuteo: The Computer Game
- Suburban Commando
- SubVersion
- Subwar 2050
- Suicide Mission
- Summer Camp
- Summer Games
- Summer Games 2
- Summer Olympiad
- Summer Olympix
- Supaplex
- Super C
- Super Cars
- Super Cars 2
- Super Cauldron
- Super Foul Egg
- Super Grand Prix
- Super Hang-On
- Super Huey
- Super League Manager
- Super Loopz
- Super Methane Brothers
- Super Monaco GP
- Super Off Road
- Super Scramble Simulator
- Super Seymour Saves the Planet
- Super Ski
- Super Ski II
- Super Skidmarks
- Super Skidmarks +
- Super Skweek
- Super Space Invaders
- Super Sport Challenge
- Super Stardust
- Super Street Fighter II: The New Challengers
- Super Street Fighter II Turbo
- Super TaeKwonDo Master
- Super Tennis Champs
- Super Tetris
- Super Wonder Boy
- Superfrog
- Superleague Soccer
- Superman: The Man of Steel
- Superstar Ice Hockey
- Supremacy: Your Will Be Done
- Surf Ninjas
- Surgeon, The
- Super Baloo
- Suspect
- Suspended
- Suspicious Cargo
- Swap
- Swibble Dibble
- Switchblade
- Switchblade II
- SWIV
- Swooper
- Sword
- Sword and the Rose, The
- Sword of Aragon
- Sword of Honour
- Sword of Sodan
- Swords and Galleons
- Swords of Twilight
- Syndicate

## T
- T-Bird
- T-Racer
- T-ZerO
- T2: The Arcade Game
- Table Tennis Simulation
- Tactical Manager
- Tactical Manager 2
- Thai Boxing
- TaeKwonDo Master
- Take 'Em Out
- Tales from Heaven
- Tales of Tamar
- Tanglewood
- Tangram
- Tank Buster
- TankAttack
- Tanx
- Taran im Abenteuerland
- Targhan
- TASAR: Terran Armed Search and Rescue
- Task Force
- Tass Times in Tonetown
- Tautrix
- Team Manager
- Team Suzuki
- Team Yankee
- Tearaway Thomas
- Tech
- Tecnoball
- TecnoballZ
- TechnoCop
- Teen Agent
- Teenage Mutant Hero Turtles
- Teenage Mutant Hero Turtles: The Coin-Op!
- Teenage Queen
- Teeny Weenys
- TeleEpic
- TeleGames
- TeleWar
- TeleWar II
- Temple of Apshai Trilogy
- Temple of The Enlightened Souls, The
- Templos Sagrados, Los
- Ten-Gai: The Astral Trip
- Tennis Cup
- Tennis Cup II
- Teresa: House Guest
- Terminator 2: Judgment Day
- Terramex
- Terran Envoy
- Terrorpods
- Terry's Big Adventure
- Test Drive
- Test Drive II: The Duel
- Test Match Cricket
- Testament
- Tetra Quest
- Tetris
- Tetris Sex
- TFX
- Th!nk Cross
- Theatre of Death
- Their Finest Hour: The Battle of Britain
- Theme Park
- Theme Park Mystery: Variations on a Theme
- Thexder
- Think Twice
- Think!
- Third Courier, The
- Think Cross
- Think Twice
- The Third Courier
- Thomas the Tank Engine and Friends
- Thomas the Tank Engine's Pinball
- Three Stooges, The
- Thromulus: The Enemy Within
- Thunder Blade
- Thunder Boy
- Thunder Burner
- Thunder Jaws
- Thunderbirds
- ThunderCats
- Thunderhawk AH-73M
- ThunderStrike
- Tiger Road
- Tilt
- Time
- Time Bandit
- Time Lock
- Time Machine
- Time of Reckoning
- Time Race
- Time Runner
- Time Scanner
- Time Soldier
- Timekeepers
- Times of Lore
- Tin Toy Adventure
- Tintin sur la Lune
- Tiny Skweeks
- Tiny Troops
- Tip Off
- Tip Trick
- Titan
- Titanic
- Titanic II
- Titanic Blinky
- Titano
- Titus the Fox: To Marrakech and Back
- TLELCO
- TNT Wrestling
- To the Rhine: The Allied Advance in the West
- Tolteka
- Toki
- Tom and the Ghost
- Tom and Jerry: Hunting High and Low
- Tom and Jerry
- Tom and the Ghost
- Tom Landry Strategy Football
- Tom Landry Strategy Football Deluxe Edition
- Tomcat
- ToME (open source)
- Tommy Gun
- Toobin'
- Top Banana
- Top Cat
- Top Gear 2
- Top Wrestling
- Torch 2081
- Tornado
- Torvak the Warrior
- Total Carnage
- Total Chaos: Battle at the Frontier of Time
- Total Eclipse
- Total Football
- Total Recall
- Touchdown
- Touring Car Challenge
- Tournament Golf
- Tower Fra
- Tower of Babel
- Tower of Souls
- Town With No Name, The
- Toyota Celica GT
- Toyottes, The
- Tracers
- Track Suit Manager
- Track Suit Manager II
- Tracker
- Tracksuit Manager 2
- Tracon II
- Traders
- Trained Assassin
- Transarctica
- Transplant
- Transputor
- Transworld
- Transylvania
- Trapped: Das Rad von Talmar
- Trapped 2
- Traps'n'Treasures
- Travel Manager
- Treasure Island Dizzy
- Treasure Trap
- Treasures of the Savage Frontier
- Treble Champions
- Treble Champions II
- Trex Warrior: 22nd Century Gladiator
- TrianGO
- Tricky-Quiky-Games
- Triclops Invasion
- Trinity
- Trip-A-Tron
- Triple-X
- Tritus
- Trivial Pursuit: Amiga Genus Edition
- Trivial Pursuit: A New Beginning
- Trivial Pursuit: The Language Laboratory Edition
- Troddlers
- Trois petits cochons s'amusent, Les
- Trolls
- Trois Mousquetaires, Les
- Tron 5000
- Trump Castle
- Trump Castle II
- Tube Warriors
- Tubular Worlds
- Tumbler Street
- Tunnels of Armageddon
- Turbo
- Turbo Out Run
- Turbo Racer 3D
- Turbo Trax (1989)
- Turbo Trax (1995)
- Turn It
- Turn It II
- Turn N' Burn
- Turrican
- Turrican II: The Final Fight
- Turrican 3
- Tusker
- Tutankhamun
- TV Sports: Baseball
- TV Sports: Basketball
- TV Sports: Boxing
- TV Sports: Football
- Twilight Zone, The
- Twilight's Ransom
- Twin Turbos
- Twintris
- TwinWorld: Land of Vision
- Twist
- Two of a Kind
- Two to One
- Twylyte
- Typhon à la recherche de l'enfant de la mer
- Typhoon
- Typhoon of Steel
- Tyran

## U
- U.N. Squadron
- UFO: Enemy Unknown
- Ugh!
- Ultima III
- Ultima IV: Quest of the Avatar
- Ultima V: Warriors of Destiny
- Ultima VI: The False Prophet
- Ultima VII (via Exult)
- Ultimate Body Blows
- Ultimate Pinball Quest, The
- Ultimate Ride, The
- Ultimate Soccer Manager
- Ultimative Software Manager, The
- Ultra Violent Worlds
- UMS: The Universal Military Simulator
- UMS II: Nations At War
- Under Pressure
- Uninvited
- Universal Monsters
- Universal Warrior
- Universal Warrior 2
- Universe
- Universe 3
- Unreal
- The Untouchables
- Up Scope
- Uridium 2
- Uropa²: The Ulterior Colony
- USS John Young
- USS John Young 2
- Utopia: The Creation of a Nation
- Utopia: The New Worlds

## V
- Vader
- Valhalla and the Lord of Infinity
- Valhalla: Before the War
- Valhalla and the Fortress of Eve
- Vampire's Empire
- Vaxine
- Vectorball
- Vegas
- Vegas Gambler
- Vektor Storm
- Vengeance of Excalibur
- Venom Wing
- Venus: The Flytrap
- Vermeer
- Veteran
- Viaje al centro de la Tierra
- Vicky
- Victory
- Victory Road: The Pathway to Fear
- Videokid
- Vigilante
- Vikings: Fields of Conquest
- Vindex
- Vindicators
- Violator
- Virocop
- Virtual Ball Fighters
- Virtual GP
- Virtual Karting
- Virtual Karting
- Virtual Karting II
- Virus
- Visionary Interactive Editor
- Vision: The 5 Dimension Utopia
- Vital Light
- Vixen
- Viz: The Computer Game
- Volfied
- Volleyball Simulator
- Voodoo Nightmare
- Vortex
- Voyage au centre de la Terre
- Voyager
- Voyageurs du temps, Les
- Vroom
- Vroom Multi-Player

## W
- W Potrzasku
- Wacky Darts
- Wacky Races
- Wacus the Detective
- Waggle-O-Mania
- Waggle-O-Mania 2
- Walker
- Wall Street Wizard
- Wall$treet
- Wall, The
- Wanderer 3D
- Wanted
- War in Middle Earth
- War in the Gulf
- Wargame Construction Set
- War Machine
- War Zone (1986)
- War Zone (1991)
- Warhead
- Warlock
- Warlock: The Avenger
- Warlords
- Warm Up
- Warp
- Warriors of Releyne
- Wasted Dreams
- Watchtower
- Waterloo
- Waxworks
- Way of the Little Dragon, The
- Wayne Gretzky Hockey
- Wayne Gretzky Hockey II
- Web of Terror
- Ween: The Prophecy
- Weird Dreams
- Welltris
- Wembley International Soccer
- Wendetta 2175
- West Phaser
- Western Games
- Wet: The Sexy Empire
- Whale's Voyage
- Whale's Voyage 2
- What is..? Where is..?
- Wheel of Fortune
- Wheels on Fire
- Wheelspin
- When Two Worlds War
- Where in Europe is Carmen Sandiego?
- Where in the USA is Carmen Sandiego?
- Where in the World is Carmen Sandiego?
- Where in Time is Carmen Sandiego?
- Whirligig
- White Death: Battle for Velikiye Luki, November 1942
- Whizz
- Who Framed Roger Rabbit
- Wibble World Giddy: Wibble Mania!
- Wicked
- Wild Cup Soccer
- Wild Flying
- Wild Life
- Wild Streets
- Wild West World
- Wild Wheels
- Willow
- Wind Surf Willy
- Window Wizard
- Windwalker
- Wing Commander
- Wingnuts
- Wings
- Wings of Death
- Wings of Fury
- Winnie The Pooh in the Hundred Acre Wood
- Winning Post
- Winter Camp
- Winter Games
- Winter Olympiad 88
- Winter Olympics: Lillehammer '94
- Winter Supersports 92
- Winzer
- Wipe-Out
- WipEout 2097
- Wishbringer
- Wisielec
- Witness, The
- Wiz 'n' Liz
- Wizard Warz
- Wizard's Castle
- Wizard's World
- Wizardry: Bane of the Cosmic Forge
- Wizball
- Wizkid: The Story of Wizball II
- Wizmo
- Wizzy's Quest
- Wolfchild
- Wolfen: Die Bestie ist unter Uns
- Wolfenstein 3D (Open Source)
- Wolfpack
- Wonder Boy in Monster Land
- Wonder Dog
- Wonderland: Dream The Dream...
- Woodys World
- Word Master, The
- Works Team Rally
- World Championship Boxing Manager
- World Championship Soccer
- World Class Leader Board
- World Class Rugby
- World Class Rugby: Five Nations Edition
- World Class Rugby '95
- World Cricket
- World Cup Cricket Masters
- World Cup USA '94
- World Cup: All Time Greats
- World Darts
- World Games
- World Golf
- World Hockey League Manager
- World of Soccer
- World Rugby
- World Series Cricket
- World Soccer
- World Trophy Soccer
- World Tour Golf
- Worlds at War: Conflict in the Cosmos
- Worlds of Legend: Son of the Empire
- Worms
- Worms: The Director's Cut
- Wormsigns
- Wrangler
- Wrath of the Demon
- Wreckers
- WREX: Waste Recovery Extermination
- WWF European Rampage Tour
- WWF Wrestlemania

## X
- X-It
- X-Men: Ravages of the Apocalypse
- X-Out
- X-ploit
- X-Swap: Booming Edition
- Xarom
- Xenex
- Xenomorph
- Xenon
- Xenon 2: Megablast
- Xenophobe
- Xiphos
- Xorron 2001
- XP8
- Xpedition
- XR-35 Fighter Mission
- XTreme Racing
- XTreme Racing 2.0
- Xybots

## Y
- Yo! Joe!
- Yogi Bear and Friends in the Greed Monster
- Yogi's Big Clean Up
- Yogi's Great Escape
- Yolanda
- Yuppi's Revenge

## Z
- Z-Out
- Zack!
- Zak McKracken and the Alien Mindbenders
- Zany Golf
- Zarathrusta
- Zarcan
- Zardoz
- Zathrusta
- Zaxxon
- Zdzislav: Hero of the Galaxy 3D
- Zeewolf
- Zeewolf 2: Wild Justice
- Zeppelin: Giants of the Sky
- Zero Gravity
- Zeron
- Zitrax
- Ziriax
- Zombi
- Zombie
- Zombie Apocalypse (en)
- Zombie Apocalypse II
- Zombie Massacre
- Zone Warrior
- Zool: Ninja of the “Nth” Dimension
- Zool 2
- Zoom!
- Zork I: The Great Underground Empire
- Zork II: The Wizard of Frobozz
- Zork III: The Dungeon Master
- Zork Zero: The Revenge of Megaboz
- Zozoom
- Zyconix
- Zynaps
- Zyron
- Zzzep

| Sommaire : | 0-9 - A B C D E F G H I J K L M N O P Q R S T U V W X Y Z |